# 11818 Ulamec
A 11818 Ulamec (ideiglenes jelöléssel (11818) 1981 EK35) a Naprendszer kisbolygóövében található aszteroida. Schelte J. Bus fedezte fel 1981. március 2-án.

## Kapcsolódó szócikk
- Kisbolygók listája (11501–12000)